# Coupe des clubs champions européens féminine de handball 1986-1987
Navigation
Coupe des clubs champions 1985-1986 Coupe des clubs champions 1987-1988
La Coupe des clubs champions européens féminin de handball 1986–1987 est la 27e édition de la plus grande compétition européenne des clubs féminins de handball, organisée par l’IHF. Elle s'est tenue du 28 septembre 1986 au 17 mai 1987. 
Le club soviétique du Spartak Kiev, tenant du titre, remporte son douzième titre en s'imposant en finale face au club autrichien d'Hypobank Vienne. La domination du club soviétique continue mais va bientôt être reprise par le club autrichien qui atteint ici sa première finale...

## Participants
Il n'y a pas de représentant du championnat de Bulgarie ou d'Islande.
Neuf clubs sont exemptés du tour préliminaire et sont directement qualifiés pour les huitièmes de finale :
| Équipe                 | Parcours national                  |
| ---------------------- | ---------------------------------- |
| ASK Vorwärts Francfort | Champion d'Allemagne de l'Est      |
| Hypobank Vienne        | Champion d'Autriche                |
| Vasas Budapest         | Champion de Hongrie                |
| Pogoń Szczecin         | Champion de Pologne                |
| Știința Bacău          | Champion de Roumanie               |
| TJ ZVL Prešov          | Champion de Tchécoslovaquie        |
| Spartak Kiev           | Champion d'URSS et tenant du titre |
| Radnički Belgrade      | Champion de Yougoslavie            |

## Résultats

### Tour préliminaire
Les résultats du tour préliminaire sont :
| Équipe 1              | Score   | Équipe 2                | Aller   | Retour  |
| --------------------- | ------- | ----------------------- | ------- | ------- |
| ATV Bâle              | 40 – 22 | HBC Bascharage          | 25 – 14 | 15 – 08 |
| Ookmeer Amsterdam     | 65 – 26 | Wakefield Metros        | 40 – 15 | 25 – 11 |
| Irsta HF              | 43 – 26 | HF Neistin Tórshavn     | 21 – 11 | 22 – 15 |
| Sverresborg IF        | 41 – 31 | IF Stjernen             | 22 – 19 | 19 – 12 |
| HC Elckerlyc Tongeren | 21 – 69 | TSV Bayer 04 Leverkusen | 12 – 30 | 09 – 39 |
| Stade français        | 43 – 40 | Íber Valencia           | 23 – 15 | 20 – 25 |
| Izmir Altınordu SK    | 47 – 67 | PF Cassano Magnago      | 27 – 37 | 20 – 30 |
| Athinaïkós            | 32 – 30 | Maccabi Ramat Gan       | 18 – 15 | 14 – 15 |

### Huitièmes de finale
| Équipe 1                | Score   | Équipe 2           | Aller   | Retour  |
| ----------------------- | ------- | ------------------ | ------- | ------- |
| ASK Vorwärts Francfort  | 75 – 32 | PF Cassano Magnago | 37 – 11 | 38 – 21 |
| ATV Bâle                | 23 – 48 | Ookmeer Amsterdam  | 13 – 18 | 10 – 30 |
| TSV Bayer 04 Leverkusen | 64 – 17 | Athinaïkós         | 34 – 70 | 30 – 10 |
| Radnički Belgrade       | 49 – 40 | Vasas Budapest     | 27 – 13 | 22 – 27 |
| Spartak Kiev            | 49 – 31 | Sverresborg IF     | 23 – 15 | 26 – 16 |
| Știința Bacău           | 51 – 44 | Pogoń Szczecin     | 30 – 19 | 21 – 25 |
| Irsta HF                | 37 – 46 | TJ ZVL Prešov      | 19 – 21 | 18 – 25 |
| Hypobank Vienne         | 51 – 39 | Stade français     | 28 – 17 | 23 – 22 |

### Quarts de finale
| Équipe 1                | Score   | Équipe 2          | Aller   | Retour  |
| ----------------------- | ------- | ----------------- | ------- | ------- |
| ASK Vorwärts Francfort  | 35 – 39 | Știința Bacău     | 19 – 15 | 16 – 24 |
| TJ ZVL Prešov           | 56 – 53 | Radnički Belgrade | 27 – 25 | 29 – 28 |
| TSV Bayer 04 Leverkusen | 30 – 40 | Hypobank Vienne   | 17 – 19 | 13 – 21 |
| Spartak Kiev            | 63 – 29 | Ookmeer Amsterdam | 35 – 15 | 28 – 14 |

Remarque : les deux matchs entre le Spartak Kiev et l'Ookmeer Amsterdam ont eu lieu à Amsterdam

### Demi-finales
| Équipe 1      | Score   | Équipe 2        | Aller   | Retour  |
| ------------- | ------- | --------------- | ------- | ------- |
| TJ ZVL Prešov | 38 – 48 | Hypobank Vienne | 15 – 22 | 23 – 26 |
| Știința Bacău | 41 – 48 | Spartak Kiev    | 17 – 20 | 24 – 28 |

### Finale
| Équipe 1     | Score   | Équipe 2        | Aller   | Retour  |
| ------------ | ------- | --------------- | ------- | ------- |
| Spartak Kiev | 52 – 45 | Hypobank Vienne | 25 – 17 | 25 – 20 |

La finale aller est disputée à Kiev le 10 mai 1987 devant 3000 spectateurs :
- Spartak Kiev : Tamila Oleksiouk (8 dont 3/3 pen., ), Evguenia Tovstogan (4), Larissa Karlova (3), Olga Semenova (3), Ina Chevtchenko (3 dont 3/3 pen.), Marina Bazanova (2), Svetlana Mankova (1), Zinaïda Tourtchyna (1).
- Hypobank Vienne : Jasna Merdan-Kolar (8 dont 3/3 pen.), Milena Foltýnová (en) (5), Gabriele Gebauer-Neudolt (4), Vesna Tušek (0,), Jadranka Požgajčić (Jecz) (0, )).

La finale retour est disputée à Vienne le 17 mai 1987 devant 1200 spectateurs
- Hypobank Vienne : Vesna Radović (en), Danuta Stampfl (Zaleska) ; Bezwar, Martina Neubauer (2), Jadranka Požgajčić (Jecz) (4), Hortensky, Milena Foltýnová (en) (4/1), Sylvia Steinbauer, Karin Hillinger, Gabriele Gebauer-Neudolt (2), Jasna Merdan-Kolar (8 dont 5 pen.), Vesna Tušek.
- Spartak Kiev : Natalia Mitriouk, Irina Maljko ; Larissa Karlova (2), Svetlana Mankova (2), Zinaïda Tourtchyna (3 dont 1 pen.), Olga Semenova (4), Tamila Oleksiouk (6), Marina Bazanova (3), Tatyana Gorb (2), Evguenia Tovstogan (3), Viktoriya Garnusova, Ina Chevtchenko.

## Les championnes d'Europe
| Champion d'Europe - Coupe des clubs champions féminine 1986–1987 Spartak Kiev 12e titre |

L'effectif du Spartak Kiev était notamment composé de[réf. à confirmer] :
- Natalia Mitriouk (GB)
- Irina Maljko (GB)
- Natalia Rusnachenko (GB)[réf. à confirmer][2]
- Marina Bazanova
- Ina Chevtchenko
- Viktoriya Garnoussova
- Tatiana Gorb
- Larissa Karlova
- Svetlana Mankova (en)
- Tamila Oleksiouk
- Olha Semenova (en)
- Zinaïda Tourtchyna
- Evguenia Tovstogan
- Valentina Zubko

Entraîneur
- Igor Tourtchine